# Maják Narva-Jõesuu
Maják Narva-Jõesuu (estonsky: Narva-Jõesuu tuletorn) je pobřežní maják, který stojí na západním břehu ústí řeky Narvy v městě Narva-Jõesuu kraji Ida-Virumaa v Finském zálivu v Baltském moři v Estonsku. Nachází se na hranici Estonska s Ruskem.
Maják je ve správě Námořního úřadu Estonska. Registrační číslo Estonského úřadu námořní dopravy (Veeteede Amet, EVA) je 1.

## Historie
Maják existoval už v 17. století v době okupace Estonska Švédy. Po severní válce území připadlo Ruskému impériu. Maják by veden v záznamech ruské admirality už v roce 1725 a z jejího popudu byl v roce 1808 postaven 16 m vysoký kamenný maják.
V období Krymské války (1853–1856) byl maják silně poškozen. V roce 1870 opraven a zvýšen o osm metrů. V roce 1886 byla instalována nová svítilna se zrcadly a v roce 1903 byla modernizována mechanika majáku a instalována Fresnelova čočka.
V roce 1941 byl maják zničen ustupující Rudou armádou před Němci. Nový maják byl postaven až v roce 1957.

## Popis
Válcová z prefabrikovaných železobetonových dílů 30 m vysoká věž na jednopatrové kruhové kamenné základně. Věž je ukončená černou galerií s lucernou. Věž má střídavě široké vodorovné tři červené a tři bílé pruhy. Základnu tvoří šedý neomítnutý kámen.

## Data
zdroj
- výška světla 34 m n. m.
- dosvit 17 námořních mil
- záblesky bílé světla v intervalu 12 sekund

označení
- Admiralty: C3894
- ARLHS: EST-036
- NGA: 12956
- EVA 001